# 1054 هـ
1054 هـ هي سنة في التقويم الهجري امتدت مقابلةً في التقويم الميلادي بين سنتي 1644 و1645.

## مواليد
- الشرباتي
- محمد بن مقيل